# Kamenka (Oblast' di Penza)
Kamenka è una città della Russia europea centrale (oblast' di Penza), situata nella parte centrale delle alture del Volga, sul fiume Atmis, 75 km a est del capoluogo Penza; dipende amministrativamente dal distretto omonimo, del quale è capoluogo.

## Società

### Evoluzione demografica
| 1861 | 1959   | 1970   | 1979   | 1989   | 2002   | 2007   |
| ---- | ------ | ------ | ------ | ------ | ------ | ------ |
| 700  | 25 200 | 30 100 | 35 300 | 40 100 | 40 712 | 39 500 |